# Seymeria cualana
Seymeria cualana är en snyltrotsväxtart som beskrevs av Billie Lee Turner. Seymeria cualana ingår i släktet Seymeria och familjen snyltrotsväxter. Inga underarter finns listade i Catalogue of Life.